# Isdal-Frau
Die Isdal-Frau (norwegisch: Isdalskvinnen) wurde im norwegischen Isdal („Eistal“) nahe Bergen am 29. November 1970 tot aufgefunden. Sowohl die Identität der Frau als auch ihre Todesumstände sind bis heute ungeklärt. Die norwegische Polizei rollte den Fall 2016 mit Unterstützung des Fernsehsenders NRK neu auf, da mit modernen Analysemethoden eine genauere Auswertung der DNA möglich wurde.

## Entdeckung
Am Nachmittag des 29. November 1970 sahen ein Hochschullehrer und seine zwei Töchter, die im Isdal nahe dem Berg Ulriken wanderten, auf einem Hang eine halb verbrannte und größtenteils entkleidete Frauenleiche. Sie war 1,64 m groß und hatte braune Haare, die zu einem Pferdeschwanz zusammengebunden waren. Neben ihr lagen Reste von Kleidung und Schmuck, ein Paar Gummistiefel, eine Likörflasche, zwei nach Benzin riechende Plastikflaschen, ein Gefäß mit Schlaftabletten, ein Silberlöffel und eine verbrannte Passhülle. Der Körper lag auf dem Rücken mit vor sich gehaltenen Armen, was typisch für Verbrennungsopfer ist. Auffällig war jedoch, dass nur die Vorderseite des Körpers verbrannt war, jedoch nicht die Rückseite. Eine weitere Besonderheit bestand in den sorgfältig entfernten Etiketten auf den Flaschen, der Kleidung und den anderen Gegenständen, was eine Rückverfolgung unmöglich machte.

## Ermittlungen

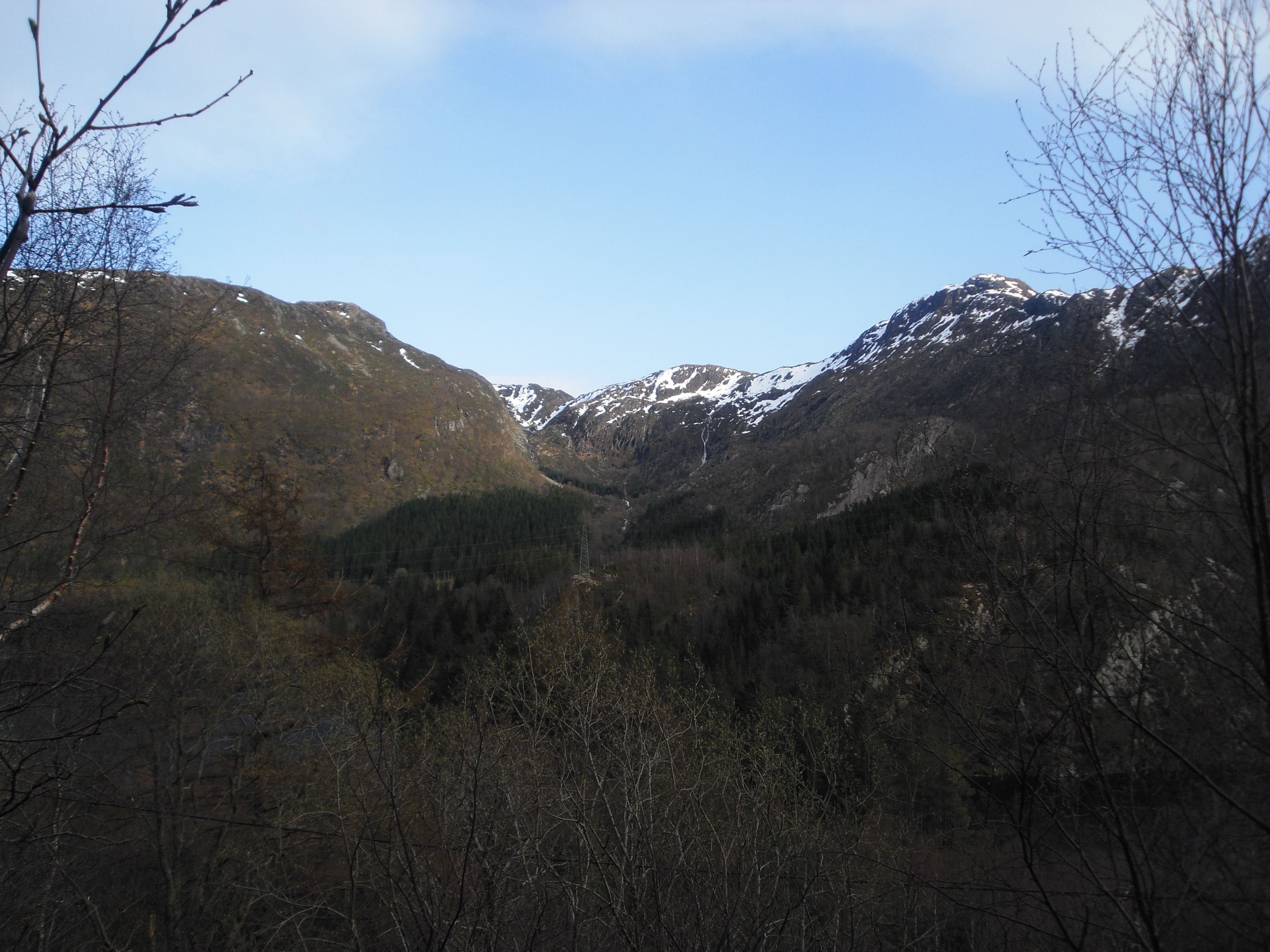
Das Isdal bei Bergen

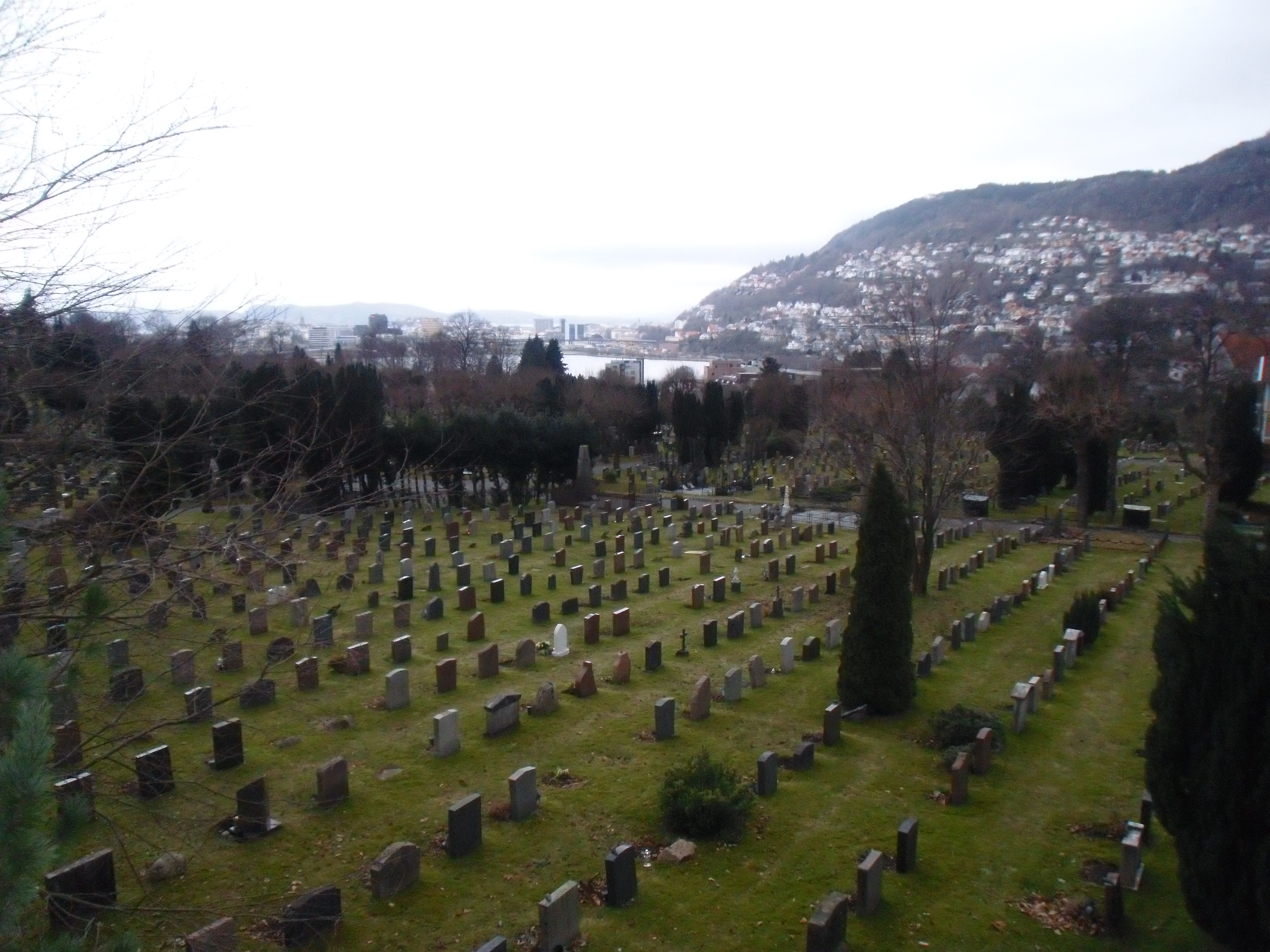
Die unbekannte Frau wurde auf dem Møllendal-Friedhof in Bergen bestattet

Anfragen bei allen Polizeistellen des Landes brachten keine Ergebnisse, zudem gab es keine entsprechenden Vermisstenanzeigen. Jedoch wurden einige Tage später bei der Gepäckaufbewahrungsstelle am Bahnhof Bergen zwei Koffer gefunden, die bereits am 23. November dort abgegeben worden waren. Darauf fanden sich Fingerabdrücke, die eindeutig der Toten zugewiesen werden konnten. In den Koffern befanden sich weitere Kleidungsstücke, Kosmetik und Perücken, außerdem 500 Deutsche Mark, 130 Norwegische Kronen, Schweizer und britische Münzen sowie eine Einkaufstüte aus einem Schuhgeschäft in Stavanger, dem sich die am Tatort gefundenen blauen Gummistiefel zuordnen ließen. Der Besitzer des Geschäfts erinnerte sich an eine Frau, die einige Tage zuvor die Stiefel gekauft hatte und Englisch mit fremdem Akzent sprach.
Außerdem fand sich im Koffer ein Schreibblock, dessen erste Seite mit Codes beschrieben war. Diese wurden von den Ermittlern als Bezeichnungen für ehemalige Aufenthaltsorte der Frau entschlüsselt. Auf allen Gegenständen waren, wie auch am Tatort, alle Erkennungszeichen sorgfältig entfernt worden.
Offensichtlich war die Frau durch ganz Europa gereist und hatte dabei mindestens neun Pseudonyme benutzt, außerdem mehrere gefälschte Pässe. Augenzeugen beschrieben sie als elegant gekleidet und etwa 25 bis 40 Jahre alt. Aufgrund der konsequenten Spurenbeseitigung wurden Theorien von einer möglichen Spionagetätigkeit der Frau aufgestellt. In einigen Hotels gab sie sich auf Anmeldeformularen auf Deutsch als Antiquitätenhändlerin aus. Sie soll außerdem Englisch, Französisch und Niederländisch gesprochen haben.
Die Autopsie ergab als Todesursache ein Zusammenspiel von Verbrennungen und Medikamenten. Im Magen der Frau wurden fünfzig nicht vollständig aufgelöste Schlaftabletten entdeckt. Somit wurde als offizielle Todesursache ein Suizid angenommen. Allerdings wurde auf dem Rücken eine Prellung entdeckt, die die Folge eines Sturzes, jedoch auch eines Schlages mit einem stumpfen Gegenstand gewesen sein könnte. Am 5. Februar 1971 wurde die Isdal-Frau nach katholischem Ritus beigesetzt.
Dank moderner Zahnanalysen wurde es möglich, das Essverhalten und damit die mögliche Herkunft der Frau zu ermitteln. Diese lag wohl in Osteuropa, anscheinend war die Frau jedoch etwa zur Zeit des Zweiten Weltkriegs als Kind oder Jugendliche nach Westeuropa übergesiedelt.
Weitere Untersuchungen der Zähne wurden in Schweden durchgeführt. Eine Analyse des Zahnschmelzes ergab eine geringe Konzentration von C14, was dafür spricht, dass die Zähne gebildet wurden, bevor durch Atombombentests die C14-Konzentration in der Atmosphäre erheblich zunahm. Die Untersuchung des Dentins ergab, dass die Frau zum Zeitpunkt ihres Todes zwischen 36 und 44 Jahre alt war. Zuvor war die Frau deutlich jünger geschätzt worden. Eine Untersuchung durch ein internationales Expertenteam (unter anderem Walther Parson von der Medizinischen Universität Innsbruck,) die auch eine DNA-Analyse umfasste, fand Indizien, dass die Frau um 1930 in der Gegend von Nürnberg geboren wurde, später aber in Südwestdeutschland in der deutsch-französischen Grenzregion lebte.
2005 berichtete ein zum Zeitpunkt des Verschwindens der Frau 26-jähriger Einwohner Bergens, dass er fünf Tage vor dem Leichenfund von Arna nach Bergenhus gewandert sei und in der Nähe der Brushytten eine Frau in Begleitung zweier Männer südländischen Aussehens in schwarzen Mänteln gesehen habe. Die Kleidung der Frau sei zum Wandern nicht geeignet gewesen, und sie selbst habe verängstigt ausgesehen. Sie habe den Mund geöffnet, um etwas zu sagen, habe dann aber, wohl aus Angst vor der Reaktion ihrer Begleiter, gezögert. Nach Bekanntmachung des Falls habe der Einwohner einen Bekannten kontaktiert, der bei der Polizei arbeitete, weil er die Frau auf den Bildern erkannt hatte. Der Bekannte habe ihm aber geraten, die Sache zu vergessen, der Fall werde wohl nie gelöst werden.
2021 stieß die Filmemacherin Britta Marks bei Recherchen auf eine am 13. Januar 2021 aus Manchester (New Hampshire) (USA) an eine amerikanische Journalistin abgeschickte Postkarte mit dem Inhalt, dass die Isdal-Frau aus Meersburg stamme.